# Quận Santa Rosa, Florida
Quận Santa Rosa là một quận thuộc tiểu bang Florida, Hoa Kỳ. Quận lỵ đóng ở Milton6. 
Dân số năm 2017 là 174272 người.

## Địa lý
Theo Cục điều tra dân số Hoa Kỳ, quận này có diện tích 3040 km2, trong đó có 420 km2 là diện tích mặt nước.